# Norderheverkoog
Koordinaten: 54° 24′ 9″ N, 8° 47′ 30″ O

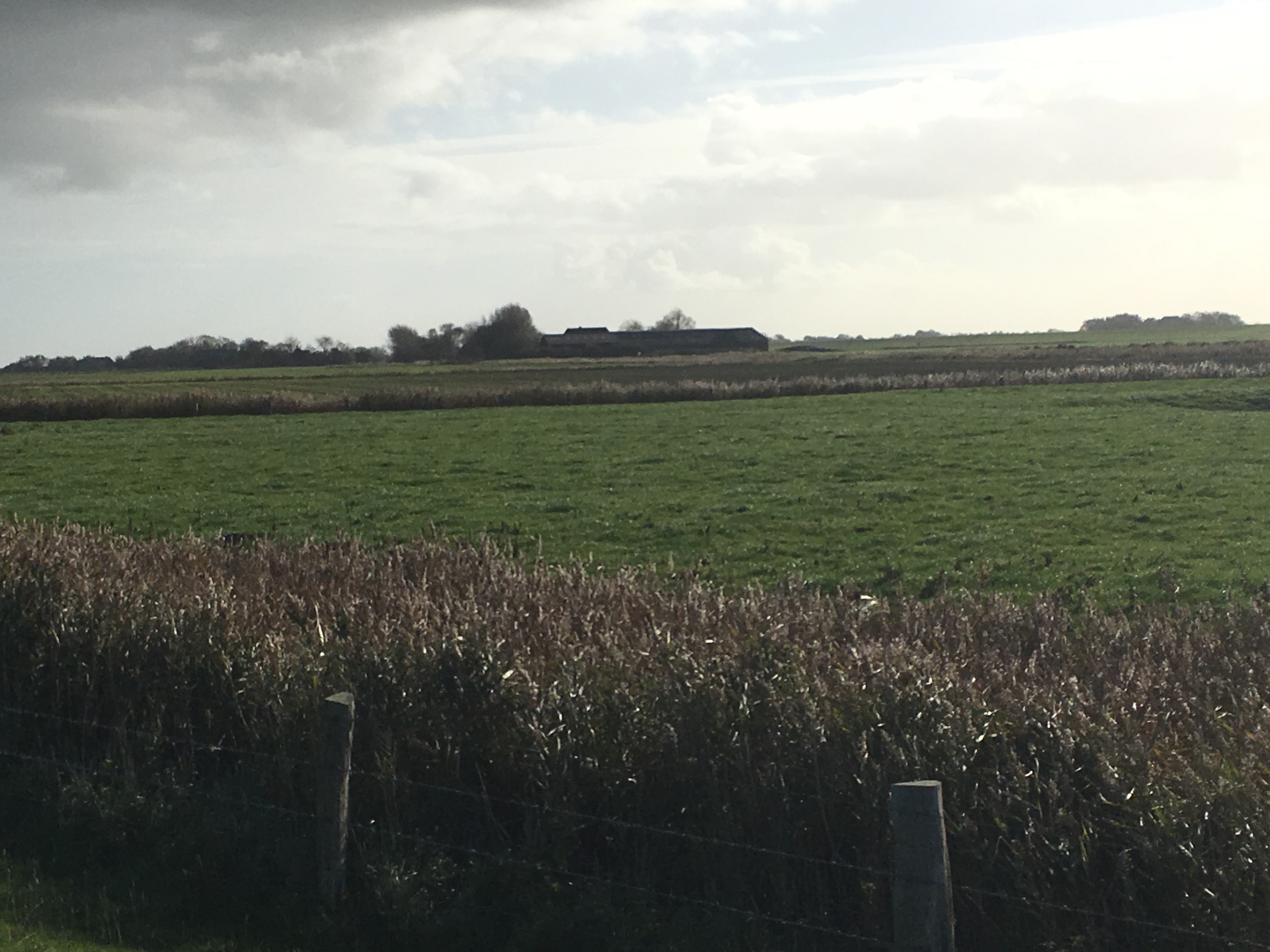
Norderheverkoog

Der Norderheverkoog gehört zu den Gemeinden Tetenbüll und Osterhever auf Eiderstedt (Kreis Nordfriesland) in Schleswig-Holstein. Zurzeit befinden sich in dem Koog etwa 150 Gebäude.

## Geschichte
Die Eindeichung des Norderheverkoogs wurde im Jahr 1937 abgeschlossen. Der Koog wurde bei seiner Einweihung nach dem SA-Mann Horst Wessel benannt und trug dessen Namen bis 1945. Der Horst-Wessel-Koog war wie der im Jahr 1935 eingeweihte Adolf-Hitler-Koog ein Musterkoog im Rahmen der nationalsozialistischen Politik von Blut und Boden. Die Ideologie der Nationalsozialisten fiel bei der ländlichen Bevölkerung auf einen fruchtbaren Boden. Dies zeigte sich durch überdurchschnittliche Wahlergebnisse für die NSDAP im Kreis Nordfriesland.
Durch die Eindeichung wurden eine landwirtschaftlich nutzbare Fläche von 650 Hektar gewonnen und 26 Siedlerstellen und sieben Landarbeiterstellen geschaffen.
Die Siedler des neuen Kooges waren wie im Adolf-Hitler-Koog nach Rassegesichtspunkten streng ausgewählt worden. Der Horst-Wessel-Koog wurde in der medialen Darstellung nicht so als „Friedensleistung“ der Nationalsozialisten vermarktet wie der deutlich präsentere und größere Adolf-Hitler-Koog. Es fehlte wie im Hermann-Göring-Koog eine vergleichbare Versammlungshalle wie die Neulandhalle, die im Adolf-Hitler-Koog zu nationalsozialistischen Schulungen und zur Pflege der intensiven nationalsozialistische Kooggemeinschaft diente und so auch nach außen den internationalen Gästen präsentiert wurde.
Das gewonnene Land war in den Kögen mit wenigen 1000 Hektar insgesamt sehr klein, eignete sich aber in idealer Weise im Sinne der nationalsozialistischen Blut-und-Boden-Ideologie den Kampf um Rasse und Raum zu verdeutlichen, da die neuen Agrarflächen im Kampf mit der „wilden Nordsee“ dem Meer abgerungen worden waren. Die Landschaft an der schleswig-holsteinischen Westküste war wie geschaffen, eine kämpferische „nordische Rasse“ zu inszenieren. Während des Zweiten Weltkrieges erlahmte das Interesse an dem Musterkoog schnell, da neue Siedlungsgebiete im Osten im Rahmen der militärischen Eroberungspolitik so viel leichter gewonnen werden konnten. Der Untergang des nationalsozialistischen Staates bedeutete für die Bewohner der nationalsozialistischen Mustersiedlungen einen tiefen Einschnitt. Sie verloren die Privilegien ihrer nationalsozialistischen Mustersiedlungen und ihre politische Heimat. Viele Siedler verließen den Koog.

## Wirtschaft
Neben der Landwirtschaft hat sich als weiteres wirtschaftliches Standbein der Tourismus im Norderheverkoog etabliert. Durch seine Lage direkt an der Küste ist der Norderheverkoog besonders bei Familien sehr beliebt.